# Miconia elegans
Miconia elegans är en tvåhjärtbladig växtart som beskrevs av Célestin Alfred Cogniaux. Miconia elegans ingår i släktet Miconia och familjen Melastomataceae. Inga underarter finns listade i Catalogue of Life.